# ベアトリス・デ・ポルトゥガル (カスティーリャ王妃)
ベアトリス・デ・ポルトゥガル（Beatriz de Portugal, 1373年2月 - 1420年頃）は、カスティーリャ王フアン1世の2度目の王妃。ポルトガル女王（在位：1383年 - 1385年）となるが、叔父であるアヴィス騎士団総長ジョアン（のちのジョアン1世）と王位を巡って争い、敗北した。

## 生涯
ポルトガル王フェルナンド1世と王妃レオノール・テレスの長女として、コインブラで生まれた。弟たちが次々と夭折したため、フェルナンドの後継者に指名された。貴族たちの中には、レオノールの身持ちの悪さから、ベアトリス王女の父親は王ではないのではないかという声が囁かれていた。
1383年にフェルナンドが重態となると、ベアトリスの摂政として実権を握ったレオノールは、前年に最初の王妃レオノール・デ・アラゴンと死別したカスティーリャ王フアン1世に、ベアトリス王女との結婚とポルトガル王位の譲渡を持ちかけた。愛人アンデイロ伯爵と結託して国政を牛耳るレオノールは、カスティーリャ王を取り込むことで自らの実権の強化を図ったのである。ポルトガル王位に釣られたフアン1世はこの案に同意し、1383年5月17日にエルヴァス（現在のポルトガル・アレンテージョ地方ポルタレグレ県の町）で11歳のベアトリスと結婚した。翌1384年にわずか12歳で、ミゲル王子を出産した（1384年 - 1385年）。
フェルナンド王は同年10月に崩御した。王太后レオノールは、義理の息子フアン1世とベアトリス女王の摂政となった。しかし、外国人に実権を売る事態にポルトガル国民と貴族たちは怒り、アヴィス騎士団団長でフェルナンド王の庶弟にあたるジョアンが圧倒的支持を得て反乱を起こした。
1384年にフアン1世は、ベアトリスとの間に生まれたミゲル王子こそ正当な王位継承者だとして、ポルトガルに侵攻した。翌1385年、カスティーリャ軍はアルジュバロータの戦いで大敗北を喫し、2年余り続いた戦争が終結した。ジョアンはアヴィス王朝初代の王として即位し、ベアトリスはジョアンを王として認めて自らは退位した。
ベアトリスはミゲル以外に子供が生まれず、1408年にマドリガルで没し、トーロ（現在のスペイン・サモーラ県の自治体）に葬られた。
1383年から1385年はポルトガル空位時代として知られるが、ベアトリスが短期間でもポルトガル女王を称したことからポルトガル君主の一覧に名前が加えられることもある。